# Луговое (Гурьевский район)
Лугово́е (устар. Гутенфельд, нем. Gutenfeld) — посёлок в Гурьевском городском округе Калининградской области. Является административным центром Луговского сельского поселения. Население — 3319 чел. (2021).

## География
Посёлок расположен в нескольких километрах от западной границы Калининграда. Через него проходит трасса А-196 Калининград—Правдинск (по ней ходит автобус 101 до Калининграда и Гурьевска), а также протекает небольшая речушка, впадающая в Преголю. Неподалёку находится жeлезнoдoрожная станция Лугoвое—Нoвое.

## История
Первое упоминание относится к 1285 году. До 1945 года Гутенфельд входил в состав Восточной Пруссии, Германия. С 1945 года входил в состав РСФСР СССР. Ныне в составе России. В 1946 году переименован в Луговое. С 1945 по 1959 годы входил в состав Кёнигсбергского района, переименованного в Калининградский район. С мая 1959 года по январь 1965 года относился к Багратионовскому району, а с 12 января 1965 года был передан в Гурьевский район. С 27 мая 1959 года являлся административным центром Луговского сельского Совета. 30 июня 2008 года стал административным центром образованного в ходе административной реформы в Российской Федерации Луговского сельского поселения.

## Население
| 1910 | 1939  | 2002  | 2010  | 2011  | 2021  |
| ---- | ----- | ----- | ----- | ----- | ----- |
| 521  | ↗1335 | ↘1233 | ↗1716 | ↘1203 | ↗3319 |

## Социальная сфера

### Учреждения образования
- Средняя общеобразовательная школа

## Достопримечательности
- Воинское захоронение 615 советских солдат[8]. Памятник установлен в 1953 году[9].